# 伏見宮博恭王
伏見宮博恭王（日语：／ Fushimi-no-Miya Hiroyasu Ou */?，1875年10月16日—1946年8月16日），日本的皇族，海軍軍人。伏見宮貞愛親王王子。議定官，軍令部總長，元帥海軍大將・大勳位・功一級。初名愛賢（なるかた）王，出继華頂宮后改名博恭。
博恭王是伏見宮貞愛親王的長子，初名愛賢。由於他是貞愛親王的庶子，伏見宮宗家有嫡子而無權繼承伏見宮，湊巧適逢博厚親王夭折，他被指定去繼承華頂宮。後來，伏見宮家原定繼承的邦芳王健康狀況不佳，他在明治三十七年（1904年）以長子名義復歸伏見宮。他在1923年父親逝世後成為第25代伏見宮。日俄战争中担任連合艦隊旗艦三笠号分隊長，參加黃海海戰，在戰場上負伤。1904年返回继承伏见宫，称伏见宫博恭王。1910年后历任朝日号、伊吹号大佐舰长，橫须賀镇守府少將艦隊司令官，海军大學校校长，第二舰队中將司令，军事參议官。1922年47岁就成为海军大將，升迁速度之快，在日本帝國海军中空前绝后。1924年任佐世保鎮守府司令長官，1932年任海軍軍令部長，將官會議議員，并进入元帅府，成为日军第一对元帅父子（第二对是寺内正毅、寺内寿一父子）。1933年伏见宫接替條约派的谷口尚真出任海军军令部总长，和陆军总參谋长閑院宫载仁亲王分掌海陆两军。总长任内，与永野修身一起积极强化海军；推动日德海军合作。1946年（昭和21年）8月16日去世。

## 生平
- 1875年（明治8年）10月16日誕生
- 1883年（明治16年）
  - 4月23日，繼承華頂宮
  - 6月11日，改名博恭
- 1886年（明治19年）4月5日，海軍兵學校预科學生
- 1889年（明治22年）
  - 9月17日，海軍兵學校退校
  - 9月28日，德國留學
- 1891年（明治24年）10月5日，德國弗伦斯堡海军學院通學
- 1892年（明治25年）4月8日，德國弗伦斯堡海军學院入學
- 1893年（明治26年）3月30日，海軍少尉候補生
- 1894年（明治27年）
  - 4月20日，海軍少尉
  - 10月3日，德國海軍大學入學
- 1895年（明治28年）
  - 8月15日，德國海軍大學毕业
  - 9月，貴族院議員（皇族議員）
  - 10月28日，回國
  - 10月29日，巡洋艦「严島号」分隊士
- 1896年（明治29年）4月20日，巡洋艦「松島号」军官
- 1897年（明治30年）
  - 1月9日，与德川經子成婚
  - 3月17日，炮術練習所學生
  - 7月19日，吳港水雷团水雷艇隊附
  - 9月14日，吳港水雷团水雷艇隊艇長經驗
  - 12月1日，晋升海軍中尉・戰艦「富士号」分隊長經驗
  - 12月27日，晋升海軍大尉・富士号分隊長
- 1899年（明治32年）8月26日，装甲巡洋艦「淺間号」分隊長
- 1900年（明治33年）10月13日，砲術練習所教官兼分隊長
- 1901年（明治34年）6月10日，装甲巡洋艦「出雲号」分隊長
- 1902年（明治35年）
  - 4月22日，战艦「朝日号」分隊長
  - 7月8日，日本海軍大學校選科學生
- 1903年（明治36年）
  - 7月24日，战艦「三笠号」分隊長
  - 7月29日，晋升海軍少佐
- 1904年（明治37年）
  - 1月16日，伏見宮復籍
  - 10月5日，海軍省軍務局員兼大本营附
- 1905年（明治38年）
  - 8月20日，防護巡洋艦「新高号」副舰長
  - 11月3日，获得大勲位菊花大綬章
- 1906年（明治39年）
  - 4月1日，获功四級金鵄勲章，敷設艦「沖島号」副舰長經驗
  - 5月11日，防護巡洋艦「浪速号」副舰長經驗
  - 9月28日，晋升海軍中佐・浪速副舰長
  - 11月5日，装甲巡洋艦「日進号」副舰長
- 1907年（明治40年）
  - 2月15日，海軍大學校選科學生
  - 12月18日，駐在英國
- 1910年（明治43年）
  - 5月23日，命令回國
  - 7月25日，軍令部任职
  - 9月26日，防護巡洋艦「高千穗号」艦長經驗
  - 12月1日，晋升海軍大佐・朝日号艦長
- 1912年（明治45年）
  - 3月1日，巡洋戰艦「伊吹号」艦長
  - 12月1日，海軍大學校選科學生
- 1913年（大正2年）8月31日，晋升海軍少將，橫須賀鎮守府艦隊司令官
- 1914年（大正3年）
  - 8月18日，海軍大學校長
  - 8月29日，兼任軍令部军官
- 1915年（大正4年）12月13日，第2战隊司令官
- 1916年（大正5年）12月1日，晋升海軍中將，担任將官會議議員，軍令部任职
- 1919年（大正8年）
  - 12月1日，第2艦隊司令長官
- 1920年（大正9年）12月1日，軍事參議官
- 1922年（大正11年）
  - 8月，社团法人帝國水难救济會总裁
  - 12月1日，晋升海軍大將
- 1923年（大正12年）
  - 2月4日，父亲貞愛親王去世，繼承伏見宮
  - 10月27日，議定官
- 1924年（大正13年）
  - 2月5日，佐世保鎮守府司令長官
- 1925年（大正14年）
  - 4月15日，軍事參議官
- 1932年（昭和7年）
  - 2月2日，海軍軍令部長，將官會議議員
  - 5月27日，被授予元帥荣誉称号
- 1933年（昭和8年）10月1日，軍令部总長
- 1934年（昭和9年）4月29日，被授予大勲位菊花章頚飾
- 1939年（昭和14年）8月18日，經子妃去世
- 1941年（昭和16年）4月9日，議定官，軍令部总長辞職
- 1942年（昭和17年）4月4日，获功一級金鵄勲章受章
- 1945年（昭和20年）11月30日，海軍官制被废除，失去官职
- 1946年（昭和21年）3月，社团法人帝國水难救济會总裁卸任
- 1946年（昭和21年）8月16日去世

## 子女
- 博義王（1897年—1938年），先於博恭王去世，伏見宮博明王之父
- 恭子女王（1898年—1919年）
- 博忠王（1902年—1924年），繼承華頂宮
- 博信王（1905年—1970年）
- 敦子女王（1907年—1936年），嫁清棲幸保
- 知子女王（1907年—1947年），嫁久邇宮朝融王
- 博英王（1912年—1943年）

## 脚注
1. ↑  ｢三笠｣右砲の砲身内膅発が原因であった。(野村實『山本五十六再考』中公文庫P159~174)

## 相關文献
- 淺見雅男『皇族と帝國陸海軍』文藝春秋〈文春新書〉，2010年，111‐146頁，ISBN 978-4166607723

## 链接
- 伏見宮家御家族の写真アルバム （页面存档备份，存于）
- 國民歌「伏見軍令部總長宮を讃え奉る」 （页面存档备份，存于）

| 伏見宮博恭王 出生于：1875年10月16日逝世於：1946年8月16日 | 伏見宮博恭王 出生于：1875年10月16日逝世於：1946年8月16日  | 伏見宮博恭王 出生于：1875年10月16日逝世於：1946年8月16日 |
| -------------------------------------------------------- | --------------------------------------------------------- | -------------------------------------------------------- |
| 前任： 父貞愛親王                                        | 伏見宮(二十五代) 1923年2月4日 - 1946年8月3日              | 繼任： 孫博明王                                          |
| 前任： 堂兄博厚親王                                      | 華頂宮(三代) 1883年4月23日 - 1904年1月16日                | 繼任： 次子博忠王                                        |
| 军职                                                     |                                                           |                                                          |
| 前任： 山屋他人                                          | 日本海軍大學校校長 第22代：1914年8月22日 - 1915年12月13日 | 繼任： 佐藤鐵太郎                                        |
| 前任： 山屋他人                                          | 第二艦隊司令長官 第13代：1919年12月1日 - 1920年12月1日    | 繼任： 鈴木貫太郎                                        |
| 前任： 谷口尚真                                          | 海军軍令部長 / 軍令部总長 1932年2月2日 - 1941年4月9日     | 繼任： 永野修身                                          |